# Schermen op de Paralympische Zomerspelen 2000
Op de XIe Paralympische Spelen die in 2000 werden gehouden in het Australische Sydney was schermen een van de 19 sporten die werd beoefend. Voor Nederland en België waren er geen schermers op deze spelen bij het schermen actief.

## Mannen

### Floret
| \| Rank \| Land \| \| ---- \| --------- \| \| 1 \| Frankrijk \| \| 2 \| Duitsland \| \| 3 \| Hongkong \| |           |
| Rank | Land      |
| 1 | Frankrijk |
| 2 | Duitsland |
| 3 | Hongkong  |

| Klasse | !land | Goud           | land | Zilver           | land | Brons              |
| ------ | ----- | -------------- | ---- | ---------------- | ---- | ------------------ |
| A      | POL   | Dariusz Pender | GER  | Udo Schwarz      | ITA  | Alberto Pellegrini |
| B      | FRA   | Jean Rosier    | HKG  | Ting Ching Chung | ESP  | Daniel Lamata      |

### Degen
| \| Rank \| Land \| \| ---- \| -------- \| \| 1 \| Hongkong \| \| 2 \| Polen \| \| 3 \| Italië \| |          |
| Rank                                                                                             | Land     |
| 1                                                                                                | Hongkong |
| 2                                                                                                | Polen    |
| 3                                                                                                | Italië   |

| Klasse | !land | Goud           | land | Zilver             | land | Brons          |
| ------ | ----- | -------------- | ---- | ------------------ | ---- | -------------- |
| A      | HKG   | Ying Ki Fung   | ITA  | Alberto Pellegrini | FRA  | Robert Citerne |
| B      | HKG   | Charn Hung Hui | HKG  | Ting Ching Chung   | HUN  | Pal Szekeres   |

### Sabel
| \| Rank \| Land \| \| ---- \| --------- \| \| 1 \| Frankrijk \| \| 2 \| Polen \| \| 3 \| Hongkong \| |           |
| Rank                                                                                                 | Land      |
| 1 | Frankrijk |
| 2 | Polen     |
| 3 | Hongkong  |

| Klasse | !land | Goud              | land | Zilver     | land | Brons          |
| ------ | ----- | ----------------- | ---- | ---------- | ---- | -------------- |
| A      | HKG   | Ying Ki Fung      | FRA  | Cyril More | GER  | Wolfgang Kempf |
| B      | POL   | Robert Wysmierski | POL  | Piotr Czop | FRA  | Pascal Durand  |

## Vrouwen

### Floret
| \| Rank \| Land \| \| ---- \| --------- \| \| 1 \| Polen \| \| 2 \| Duitsland \| \| 3 \| Frankrijk \| |           |
| Rank                                                                                                  | Land      |
| 1 | Polen     |
| 2 | Duitsland |
| 3 | Frankrijk |

| Klasse | !land | Goud              | land | Zilver        | land | Brons              |
| ------ | ----- | ----------------- | ---- | ------------- | ---- | ------------------ |
| A      | POL   | Jadwiga Polasik   | GER  | Silke Schwarz | HUN  | Zsuzsanna Krajnyak |
| B      | POL   | Marta Wyrzykowska | HUN  | Judit Palfi   | GER  | Esther Weber-Kranz |

### Degen
| \| Rank \| Land \| \| ---- \| --------- \| \| 1 \| Polen \| \| 2 \| Frankrijk \| \| 3 \| Duitsland \| |           |
| Rank                                                                                                  | Land      |
| 1 | Polen     |
| 2 | Frankrijk |
| 3 | Duitsland |

| Klasse | !land | Goud              | land | Zilver             | land | Brons                    |
| ------ | ----- | ----------------- | ---- | ------------------ | ---- | ------------------------ |
| A      | FRA   | Patricia Picot    | POL  | Agnieszka Rozkres  | HUN  | Zsuzsanna Krajnyak       |
| B      | POL   | Marta Wyrzykowska | GER  | Esther Weber-Kranz | FRA  | Murielle van de Cappelle |

Atletiek · Bankdrukken · Basketbal · Boogschieten · Boccia · CP-voetbal · Goalball · Judo · Paardensport · Rugby · Schermen · Schietsport · Tafeltennis · Tennis · Volleybal · Wielersport · Zeilen · Zwemmen
Rome 1960 ·
Tokio 1964 ·
Tel Aviv 1968 ·
Heidelberg 1972 ·
Toronto 1976 ·
Arnhem 1980 ·
New York & Stoke Mandeville 1984 ·
Seoel 1988 ·
Barcelona 1992 ·
Atlanta 1996 ·
Sydney 2000 ·
Athene 2004 ·
Peking 2008 ·
Londen 2012 ·
Rio de Janeiro 2016 ·
Tokio 2020 ·
Parijs 2024 ·
Los Angeles 2028